# Neodietrichia
Neodietrichia là một chi nhện trong họ Linyphiidae.